# 陶赫
陶赫（德語：Tauche，發音：[ˈtaʊxə] ⓘ）是德国勃兰登堡州奥得-施普雷县的市镇，面积121.6平方千米，2023年12月31日人口为3,741人。